# Jerzy Tepli

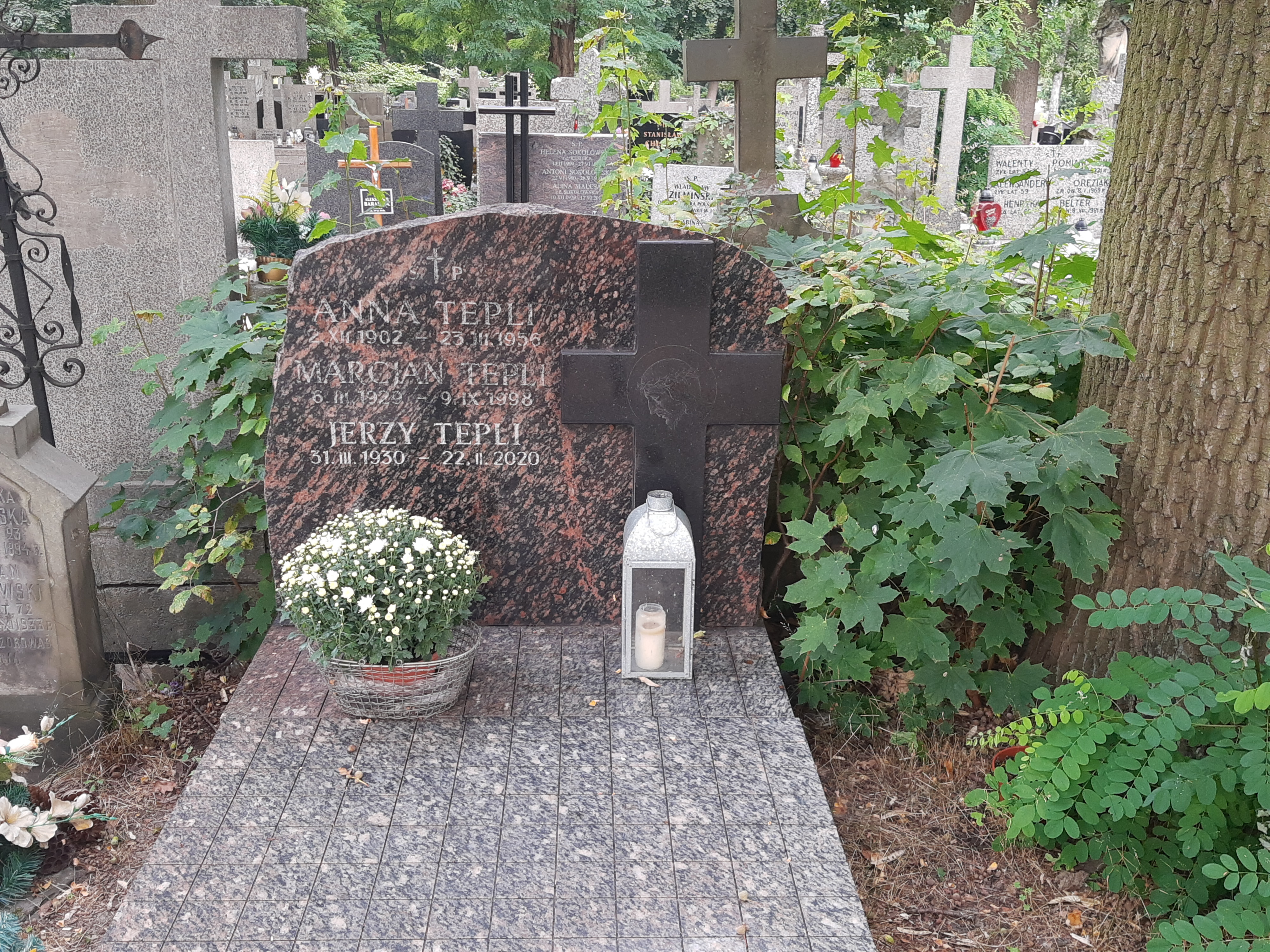
Grób Jerzego Teplego na cmentarzu Bródnowskim

Jerzy Tepli (ur. 31 marca 1930 w Ostrołęce, zm. 22 lutego 2020 w Warszawie) – polski dziennikarz i publicysta, korespondent TVP w Niemczech.

## Życiorys
W roku 1953 ukończył studia na Wydziale Filozoficzno-Społecznym, a w 1962 Wydziale Dziennikarskim Uniwersytetu Warszawskiego. W latach 1948–1953 był reporterem Expressu Wieczornego, następnie zatrudniony w Trybunie Ludu. 1 stycznia 1958 poprowadził pierwsze wydanie Dziennika Telewizyjnego. Związany z redakcją dziennika do końca lat 60, następnie w Polskim Radiu. W latach 1984–1990 był korespondentem TVP w Bonn. Po roku 1990 związany z telewizją Polsat i Trybuną Śląską, w której był korespondentem w Niemczech. Jest autorem książki Moje Niemcy. 
Został umieszczony na tzw. Liście Kisiela.
Według materiałów zgromadzonych w archiwum Instytutu Pamięci Narodowej był w latach 1966–1989 tajnym współpracownikiem wywiadu wojskowego PRL (Zarządu II Sztabu Generalnego) o pseudonimach „Jerzy” i „Eureka”.
Pochowany na cmentarzu Bródnowskim (kwatera 21D-6-25).

## Odznaczenia
- Krzyż Komandorski Orderu Odrodzenia Polski (1999)[6].
- Brązowy Medal „Za zasługi dla obronności kraju” (1973)[7]